# Elisabeth Rethberg
Elisabeth Rethberg, właśc. Lisbeth Sättler (ur. 22 września 1894 w Schwarzenbergu, zm. 6 czerwca 1976 w Yorktown Heights w stanie Nowy Jork) – niemiecka śpiewaczka, sopran spinto.

## Życiorys
W latach 1912–1913 uczyła się gry na fortepianie i śpiewu w konserwatorium w Dreźnie, następnie była uczennicą Ottona Watrina. Zadebiutowała na scenie w 1915 roku w drezdeńskiej Hofoper jako Arsena w Baronie cygańskim Johanna Straussa. Wystąpiła w prapremierowym przedstawieniu Das Christelflein Hansa Pfitznera (1917) i drezdeńskiej premierze Kobiety bez cienia Richarda Straussa (1919). Na początku lat 20. XX wieku występowała w Wiedniu, Berlinie i Lipsku. Od 1922 do 1942 roku związana była z nowojorską Metropolitan Opera, na deskach której debiutowała rolą tytułową w Aidzie Giuseppe Verdiego. Jej talent wokalny cenił Arturo Toscanini. Gościnnie występowała m.in. w Covent Garden Theatre w Londynie (1925 i 1934–1939) i na festiwalu w Salzburgu (od 1922). Wykonała tytułową rolę podczas prapremierowego przedstawienia Heleny egipskiej Richarda Straussa (Drezno 1928). W 1942 roku zakończyła karierę sceniczną.
Zasłynęła rolami w operach W.A. Mozarta (Donna Anna w Don Giovannim), Giuseppe Verdiego (tytułowa rola w Aidzie, Desdemona w Otellu, Leonora w Trubadurze) i Richarda Wagnera (Zyglinda w Walkirii, Elza w Lohengrinie, Elżbieta w Tannhäuserze). Pozostawiła po sobie liczne nagrania płytowe.